# Floiense
| Era Eratema | Periodo Sistema | Época Serie         | Edad Piso                  | Inicio, en millones de años |
| ----------- | --------------- | ------------------- | -------------------------- | --------------------------- |
| Paleozoico  | Pérmico         | Pérmico             | Pérmico                    | 298,9±0,15                  |
| Paleozoico  | Carbonífero     | Carbonífero         | Carbonífero                | 358,86±0,19                 |
| Paleozoico  | Devónico        | Devónico            | Devónico                   | 419,62±1,36                 |
| Paleozoico  | Silúrico        | Silúrico            | Silúrico                   | 443,1±0,9                   |
| Paleozoico  | Ordovícico      | Superior / Tardío   | Hirnantiense Hirnantiano   | 445,2±0,9                   |
| Paleozoico  | Ordovícico      | Superior / Tardío   | Katiense Katiano           | 452,8±0,7                   |
| Paleozoico  | Ordovícico      | Superior / Tardío   | Sandbiense Sandbiano       | 458,2±0,7                   |
| Paleozoico  | Ordovícico      | Medio               | Darriwiliense Darriwiliano | 469,4±0,9                   |
| Paleozoico  | Ordovícico      | Medio               | Dapingiense Dapingiano     | 471,3±1,0                   |
| Paleozoico  | Ordovícico      | Inferior / Temprano | Floiense Floiano           | 477,1±1,2                   |
| Paleozoico  | Ordovícico      | Inferior / Temprano | Tremadociense Tremadociano | 486,8±1,5                   |
| Paleozoico  | Cámbrico        | Cámbrico            | Cámbrico                   | 538,8±0,6                   |

El Floiense o Floiano es el segundo y último piso y edad del Ordovícico Inferior/Temprano en la escala temporal geológica. Sucede al Tremadociense y precede al Dapingiense (primer piso del Ordovícico Medio). Se inició hace unos 477,1 millones de años y terminó hace unos 471,3 millones de años.
El Floiense se introdujo en la literatura científica por el geólogo y paleontólogo sueco-estadounidense Stig Magnus Bergström y colaboradores en 2002. El nombre procede de Flo, una parroquia del municipio de Grästorp (provincia de Gotia Occidental, Suecia), próxima al GSSP.

## Sección estratotipo y punto de límite global (GSSP)

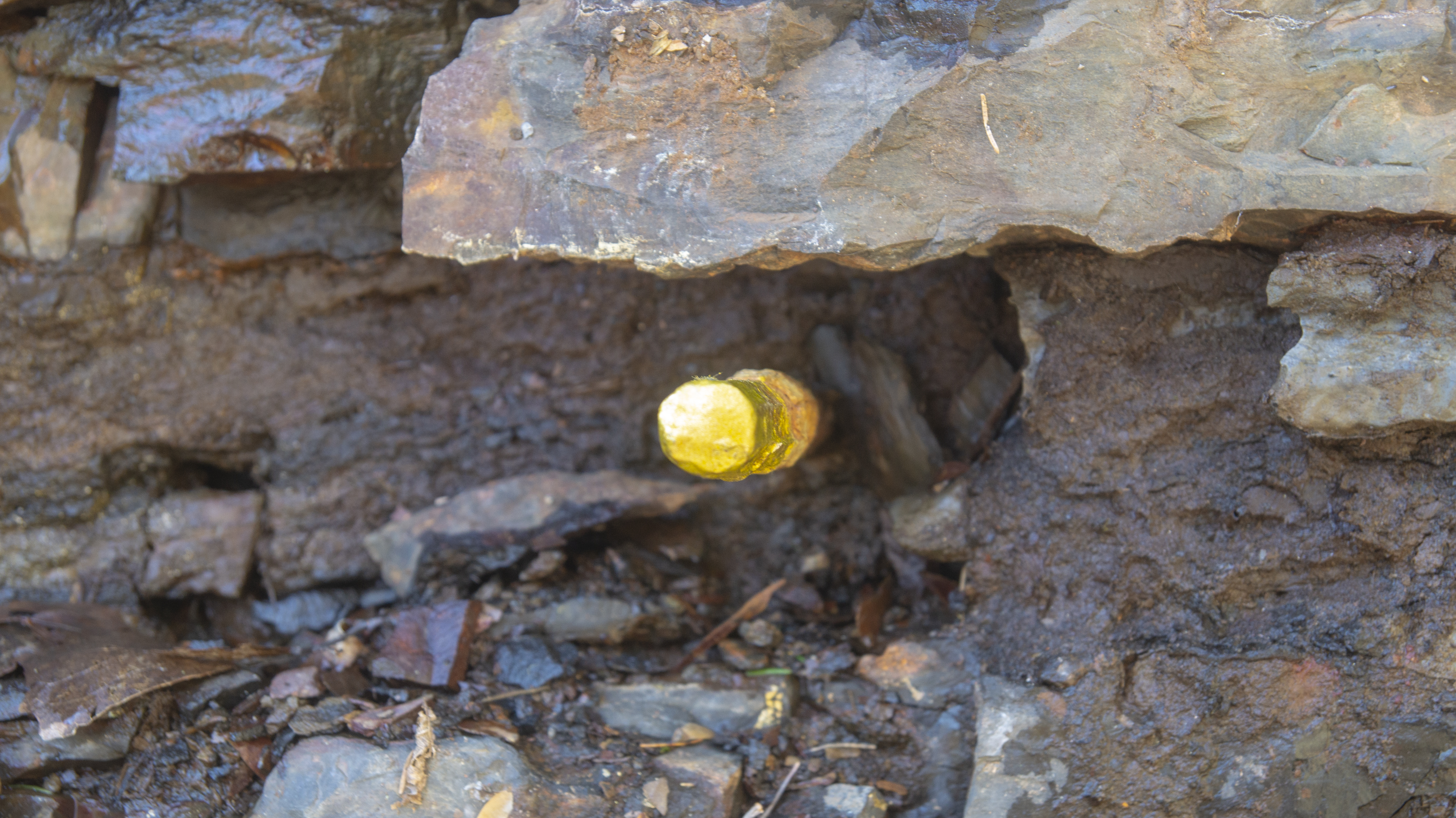
Clavo dorado (GSSP), referencia internacional para la base del Floiense, en la cantera Diabasbrottet (Suecia).

La sección estratotipo y punto de límite global (GSSP) para la base del piso Floiense está situado en la cantera Diabasbrottet, en el municipio de Grästorp (Gotia Occidental, Suecia). Se caracteriza por la primera aparición del  graptolito Tetragraptus approximatus. El piso y el GSSP fueron aprobados por la Comisión Internacional de Estratigrafía y ratificados posteriormente por la Unión Internacional de Ciencias Geológicas en 2002.
El techo del Floiense se define por el GSSP de la base del Dapingiense, que se caracteriza por la primera aparición del  conodonto Baltoniodus triangularis